# Борисевич, Иван Терентьевич
Ива́н Тере́нтьевич Борисе́вич (1875—1946) — генерал-майор, герой Первой мировой войны, участник Белого движения.

## Биография
Православный. Образование получил в Рижском реальном училище.
В 1897 году окончил Московское военное училище, откуда выпущен был подпоручиком в 177-й пехотный Изборский полк. Произведен в поручики 15 апреля 1901 года. В 1903 году окончил Николаевскую академию Генерального штаба по 1-му разряду и 23 мая того же года был произведен в штабс-капитаны «за отличные успехи в науках». Цензовое командование ротой отбывал в 177-м пехотном Изборском полку (1903—1904).
28 ноября 1904 года переведен в Генеральный штаб с назначением старшим адъютантом штаба 45-й пехотной дивизии. 17 апреля 1905 года произведен в капитаны. 7 октября 1907 года назначен помощником старшего адъютанта штаба Приамурского военного округа. 6 декабря 1908 года произведен в подполковники с назначением старшим адъютантом штаба того же округа. 15 сентября 1910 года назначен штаб-офицером для поручений при штабе 5-го Сибирского армейского корпуса. Произведен в полковники 25 марта 1912 года «за отличие по службе».
3 августа 1912 года назначен начальником штаба Сибирской казачьей бригады, с которой и выступил на Кавказский фронт Первой мировой войны. Пожалован Георгиевским оружием
За то, что в боях 21 декабря 1914 года под г. Ардаганом, будучи начальником штаба отряда, состоявшего из 3-х пластунских батальонов, одного казачьего полка Кубанского войска, Сибирской казачьей бригады и 3-х казачьих батарей, верно оценил обстановку и составил план взятия г. Ардагана. При выполнении этого плана принимал самое энергичное участие в бою, руководя неоднократно частями боевого порядка и подвергая свою жизнь явной опасности под сильным артиллерийским и ружейным огнем. Его самоотверженная деятельность много способствовала общему успеху полному разгрому турок у г. Ардагана.
3 августа 1915 года назначен командиром 2-го Сибирского казачьего полка, а в начале 1917 года — начальником штаба Кавказской пехотной дивизии. 2 апреля 1917 года произведен в генерал-майоры «за отличие по службе», а 16 мая назначен начальником штаба 7-й Кавказской стрелковой дивизии.

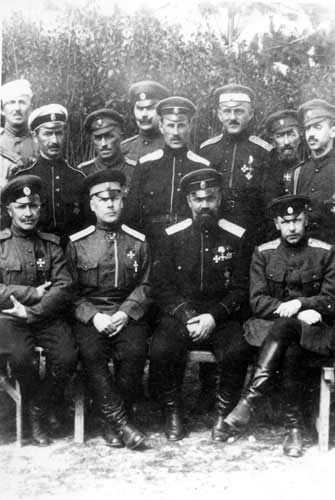
Командование 1-го армейского корпуса в Болгарии. Генерал И. Т. Борисевич — третий слева, стоит. Велико-Тырново, 2 апреля 1922.

В Гражданскую войну участвовал в Белом движении, в Добровольческой армии — с 28 февраля 1918 года. На 25 июня 1918 года — в списке офицеров Генерального штаба, состоящих в Донском войске, на 2 октября того же года — командующий войсками Таманского полуострова в Добровольческой армии. В Вооруженных силах Юга России — в резерве чинов при штабе Кавказской армии, на 15 июня 1919 года — штаб-офицер при походном атамане Кубанского казачьего войска. С 12 сентября по октябрь 1919 года был командиром 2-й бригады Астраханской казачьей дивизии. В 1920 году эвакуировался из Севастополя на судне «Лазарев». В феврале 1921 года был назначен начальником Константиновского военного училища.
В эмиграции во Франции. Умер в 1946 году. Похоронен на кладбище Сент-Женевьев-де-Буа.

## Награды
- Орден Святого Станислава 3-й ст. (1906)
- Орден Святой Анны 3-й ст. (ВП 6.12.1910)
- Орден Святого Станислава 2-й ст. (ВП 6.05.1914)
- Орден Святого Владимира 4-й ст. с мечами и бантом (ВП 7.06.1915)
- Орден Святого Владимира 3-й ст. с мечами (ВП 19.12.1915)
- Георгиевское оружие (ВП 7.01.1916)
- Высочайшее благоволение «за отличия в делах против неприятеля» (ВП 6.05.1916)
- Орден Святой Анны 2-й ст. с мечами (ВП 8.12.1916)